# ウィリアム・ペン (イングランド海軍)

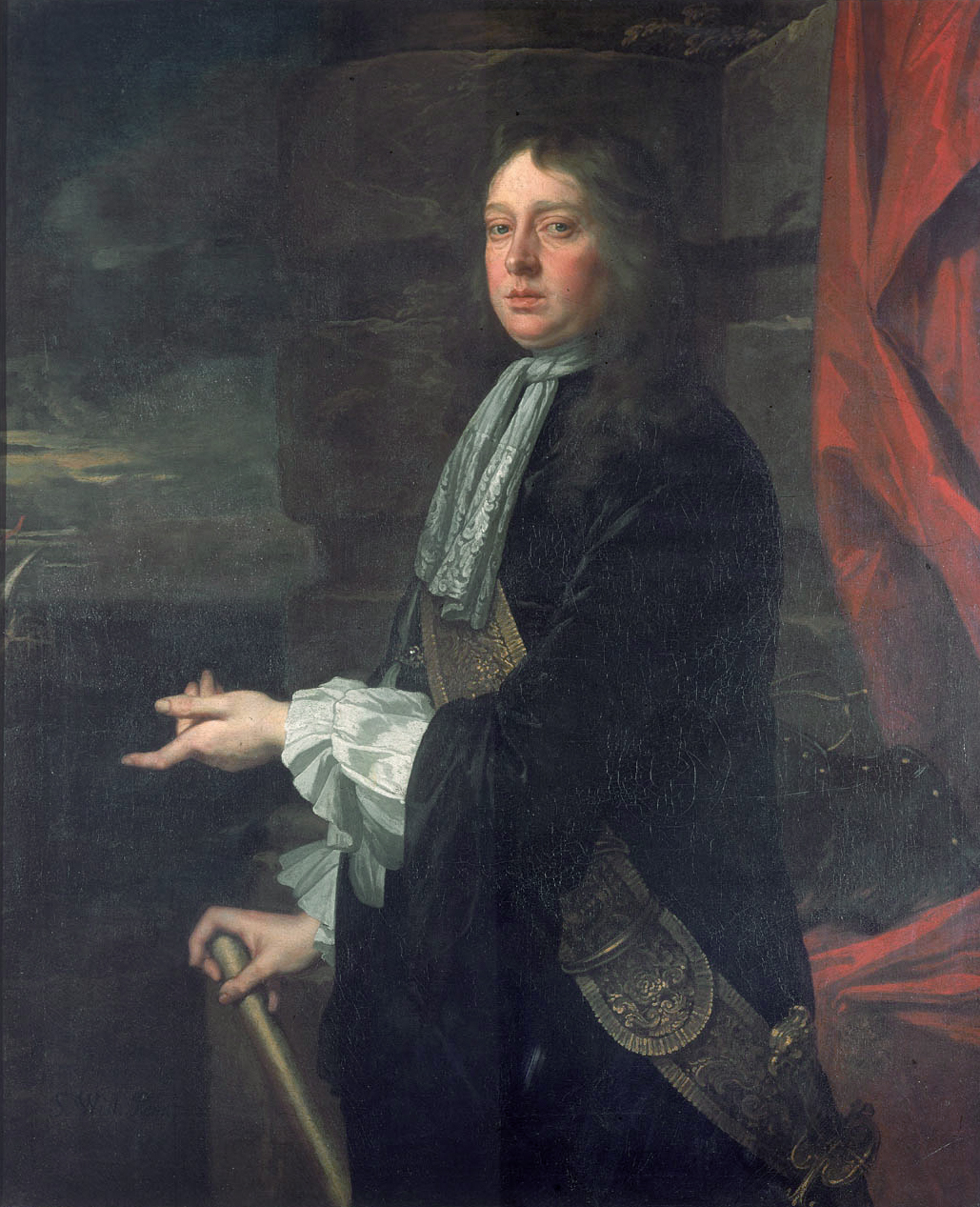
ウィリアム・ペンの肖像、ピーター・レリー画（1665年 - 1666年）

サー・ウィリアム・ペン（Sir William Penn, 1621年4月23日 - 1670年9月16日）は、清教徒革命（イングランド内戦）期から王政復古期のイングランドの海軍軍人（提督）。クエーカーでペンシルベニア植民地総督を務め、フィラデルフィア市を建設したウィリアム・ペンの父である。

## 生涯
第一次イングランド内戦で議会派に属し、イングランド共和国成立後は海軍で活動、1651年から1652年にかけて戦隊を率いて海上で抵抗する王党派のカンバーランド公ルパートを追跡する作戦に従事、第一次英蘭戦争でイングランド海軍に従軍し司令官ロバート・ブレイクの次席指揮官に任命された。初めケンティッシュノックの戦い（1652年）に参戦、ブレイクが重傷を負い前線から離脱、代わって司令官となったジョージ・マンク（後のアルベマール公）に引き続き従いポートランドの戦い、ガバードの戦い、シェヴェニンゲンの戦い（1653年）でも戦隊を指揮した。
1655年には護国卿オリバー・クロムウェルの命令で艦隊を指揮して西インド諸島へ遠征、翌1656年にジャマイカを占領、イングランド領とした。またブレイクやマンクと共に海軍改革を提唱、クロムウェルに商船と戦闘艦を混用して艦隊を編入することを禁止することを提言したり、新たな戦術を考案し単縦陣として採用、第一次英蘭戦争で威力を発揮した。
だが、遠征から帰国した途端にロンドン塔へ投獄された。短期間で釈放されたが指揮権を奪われたため、アイルランドで新しい生活を送ることを考え、友人のブロッグヒル男爵（後のオーラリー伯）ロジャー・ボイルと一緒にアイルランドへ移住した。ここで遠征直前にクロムウェルが王党派のマスケリー子爵ドノー・マッカーシー（後のクランカーティ伯爵）から取り上げ、代わりにペンに与えた南部・マンスターのコーク県にあるマクルーム城と周辺の領地でイングランド人を植民、あるいは知人へ土地を貸して生計を立てていった。クエーカーに興味を持ち信者のトマス・ローを城を招いたことがあり、息子ウィリアム共々感銘を受けたがクエーカーにならなかった。
1660年の王政復古の際にはイングランドへ帰国、戦列艦ネイズビー（同年にロイヤル・チャールズと改名）で亡命中だったチャールズ2世をイングランドに迎え入れた。これによりチャールズ2世から騎士に叙爵、海軍理事官に任命され、マクルーム城はクランカーティ伯へ返還を命じられたがシャンガリーという別の土地と交換、以後は同僚のサミュエル・ピープスの近所に引っ越して生活を送った。ピープスとサンドウィッチ伯爵エドワード・モンタギュー（海軍理事局でのピープスの後援者）同様、ペンは王政復古で地位を守り通した「穏健な」議会派であった。
王政復古後のペンの生活は、隣人ピープスの日記から知ることができる。ペンとピープスはあまり仲が良くなかったらしく、ピープスは日記に些細なことをあげつらったペンの言動に腹を立てたこと、内心憎しみ合う関係でも外面はお互い仲良くしなければならないことを苦痛に感じていることを書いている。時がたつにつれ次第に関係は変化し、ピープスは1662年の日記に病み上がりのペンが役所で張り切るさまを見て、自分も仕事に熱中して彼を追い越すことを誓うと書き、1666年のロンドン大火でペンと一緒に火事から財産や書類を庭へ埋めたことなどを書いている。
また、息子の教育に悩み、衝突したこともある。オックスフォード大学に通っていたウィリアムが宗教への疑問から礼拝に出なくなり放校になったことを聞きつけ、鞭打った上に家から追い出した。改善のためウィリアムをグランドツアーに行かせ、旅から帰った息子と再会した後は関係を改善、リンカーン法曹院へ送り出す一方で自らは海軍再建に尽くし、再度の英蘭戦争へ向けた準備を進めていった。
第二次英蘭戦争では、王弟ヨーク公ジェームズ（後のジェームズ2世）の旗下、1665年のローストフトの海戦で艦隊長を務めた。一方、戦術ではルパート（王政復古でイングランドに帰国していた）とマンクとの間で論争を起こし、ヨーク公とペンは単縦陣維持、ルパートとマンクは個艦の自由行動を重視、両方の主張を織り込んた艦隊戦術準則および追加準則をヨーク公が制定するのは1673年である。
だが、シャンガリーの監督およびそこに居座る占有者立ち退きを任せたウィリアムが1667年にトマス・ローと再会、クエーカーになると再び宗教でウィリアムと対立した。晩年になると海軍を辞職し病気で伏せていたため、1668年にウィリアムが政府に逮捕されロンドン塔で監禁された際は連絡が取れず、面会した時に息子へ信仰の撤回を求めたが拒否された。翌1669年にウィリアムが釈放されても関係は冷え込んでいたが、1670年5月頃に修復され、8月にウィリアムが再度投獄された時は保釈金を支払い、彼を宗教迫害から守るようチャールズ2世とヨーク公兄弟に依頼している。
9月16日、49歳で死去。イングランド南西部出身のペンはブリストルの聖メアリ・レドクリフ教会（St Mary Redcliffe）に埋葬されている。舵の柄と甲冑は、戦闘で捕獲したボロボロになったオランダ船の幟と共に展示されている。

## 子女
1643年にマーガレット・ジャスパーと結婚、3人の子を儲けた。
- ウィリアム（1644年 - 1718年）
- マーガレット/ペグ（生没年不詳） - アンソニー・ロウザーと結婚
- リチャード（生没年不詳）